# Hohes Kreuz (Stadtilm)
Hohes Kreuz ist eine kleine Siedlung in der Nähe der Stadt Stadtilm und ein Ortsteil derselben.

## Lage
Der Weiler Hohes Kreuz befindet sich nördlich der Stadt Stadtilm an der Landesstraße 1048 zwischen Stadtilm und Marlishausen. Die Gemarkung ist eine von der Höhe des unten beschriebenen Sühnekreuzes  nach Norden abfallende etwas kupierte Ebene, die am nördlichen Ortsrand bis zur Gemarkungsgrenze zu Marlishausen wieder aufsteigt. Sie grenzt an die Südgrenze des Thüringer Beckens. Die Flur des Weilers umschließt die Flur der Stadt Stadtilm wie ein Kragen. Am nördlichen Ortsrand befindet sich der Töbsgraben, ein Graben, der die nördlich und nordöstlich gelegenen Hügel Kleines Holz und Wüllerslebener Wald entwässert und sich im Südwesten von Hohes Kreuz nach 2,5 km seines Laufes bei Niederwillingen in die Wipfra ergießt.

## Geschichte
Hohes Kreuz gehörte bis 1975 als Ortsteil zu Niederwillingen. Dann wurde es auf Beschluss des Kreistages des Kreises Arnstadt zu Stadtilm eingemeindet. Im Herbst 1993 stimmten die Einwohner von Hohes Kreuz für den Wechsel zurück nach Niederwillingen, der am 1. Januar 1994 vollzogen wurde. Kuriosum am Rande: Die Deutsche Post AG hatte das offenbar vorausgesehen und bei den ab 1. Juli 1993 geltenden neuen Postleitzahlen für Hohes Kreuz die Arnstädter PLZ 99310 vergeben, während Stadtilm und seine anderen Ortsteile die 99326 erhielten. Ab 1. Juni 1996 bildete Niederwillingen zusammen mit anderen Gemeinden die neue Flächengemeinde Ilmtal, in der Hohes Kreuz als Ortsteil geführt und von einem Ortsbürgermeister für Niederwillingen, Oberwillingen, Behringen und Hohes Kreuz vertreten wurde (derzeit Hans-Ulrich Ziemer, zuletzt gewählt am 7. Juni 2009). 40 Personen wohnen im Weiler. Ilmtal wurde am 6. Juli 2018 nach Stadtilm eingemeindet.

## Etymologie
Der Ort hat seinen Namen von einem Sühnekreuz, das auf der Anhöhe zwischen Stadtilm und Marlishausen steht, etwa 300 Meter von der Siedlung Hohes Kreuz entfernt. Dieses Sühnekreuz, im Jahre 1480 bereits als Hochkrüz erwähnt, weist mit drei Metern eine vergleichsweise ungewöhnlich große Höhe auf. Einer örtlichen Sage zufolge hat ein Ritter seine Frau und ihren Liebhaber an dieser Stelle erschlagen. Andererseits könnte es sich um einen Gedenkstein handeln, denn auf ihm ist die schwarzburgische Gabel und die Jahreszahl 1552 eingemeißelt. Die Jahreszahl deutet auf das Sterbedatum Günther des Reichen von Schwarzburg hin.
Ein Infotafel am Kreuz, die dieses als Geschütztes Bodendenkmal ausweist, trägt folgenden Text:
Errichtet um 1552. Sage: Vor langer Zeit wurde die Frau eines Grafen von Gleichen von einem Abt des Klosters Paulinzella entführt. Der heimkehrende Graf verfolgte den Entführer. Vor Stadtilm kommt es zum Kampf, wobei der Abt unterlag. An der Stelle, wo der Todesschlag geschah, wurde ein großes steinernes Kreuz aufgerichtet. Die Gabel stellt das Wappenzeichen der Schwarzburger dar.

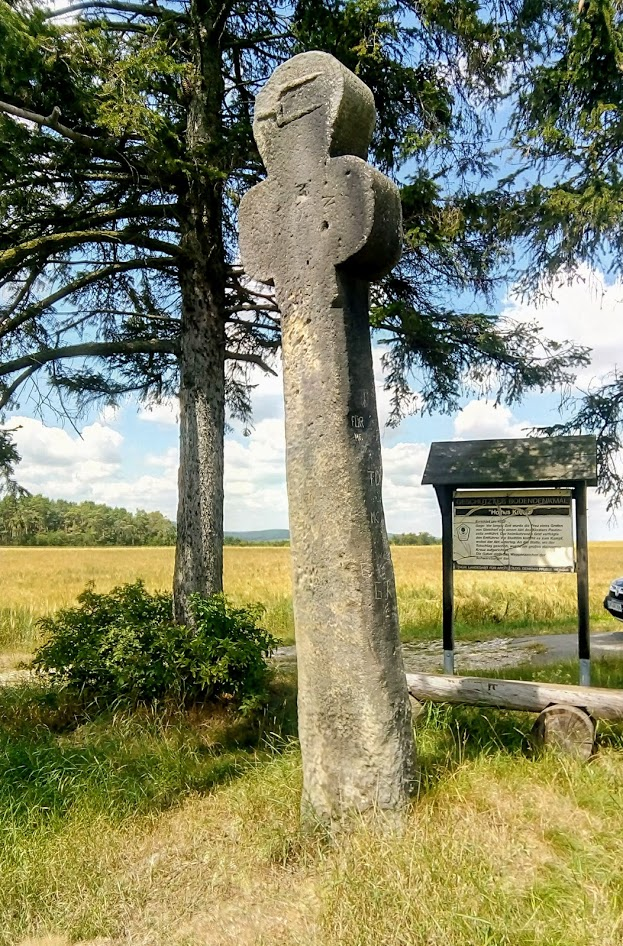
Sühnekreuz (Lage)
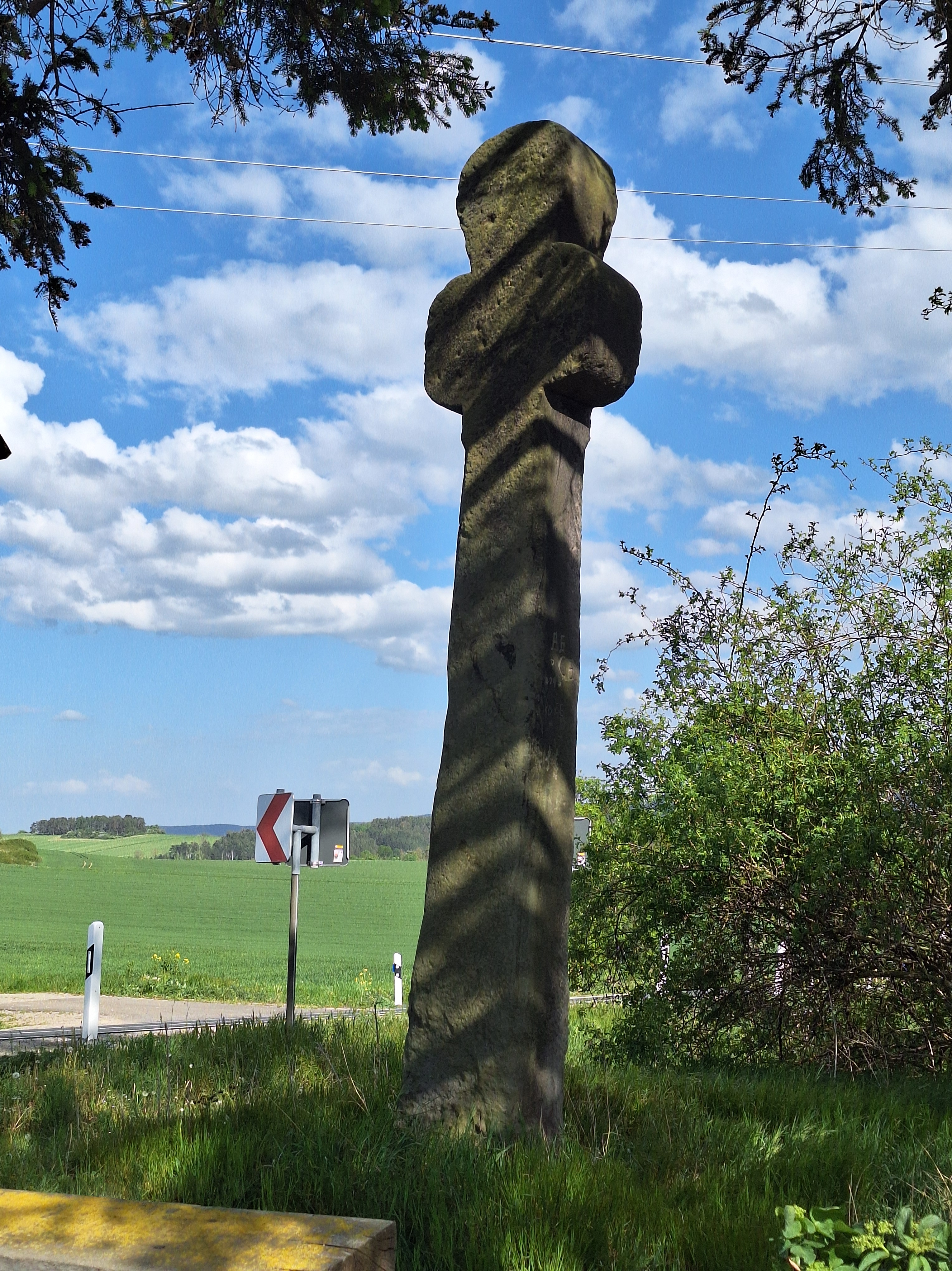
andere Seite
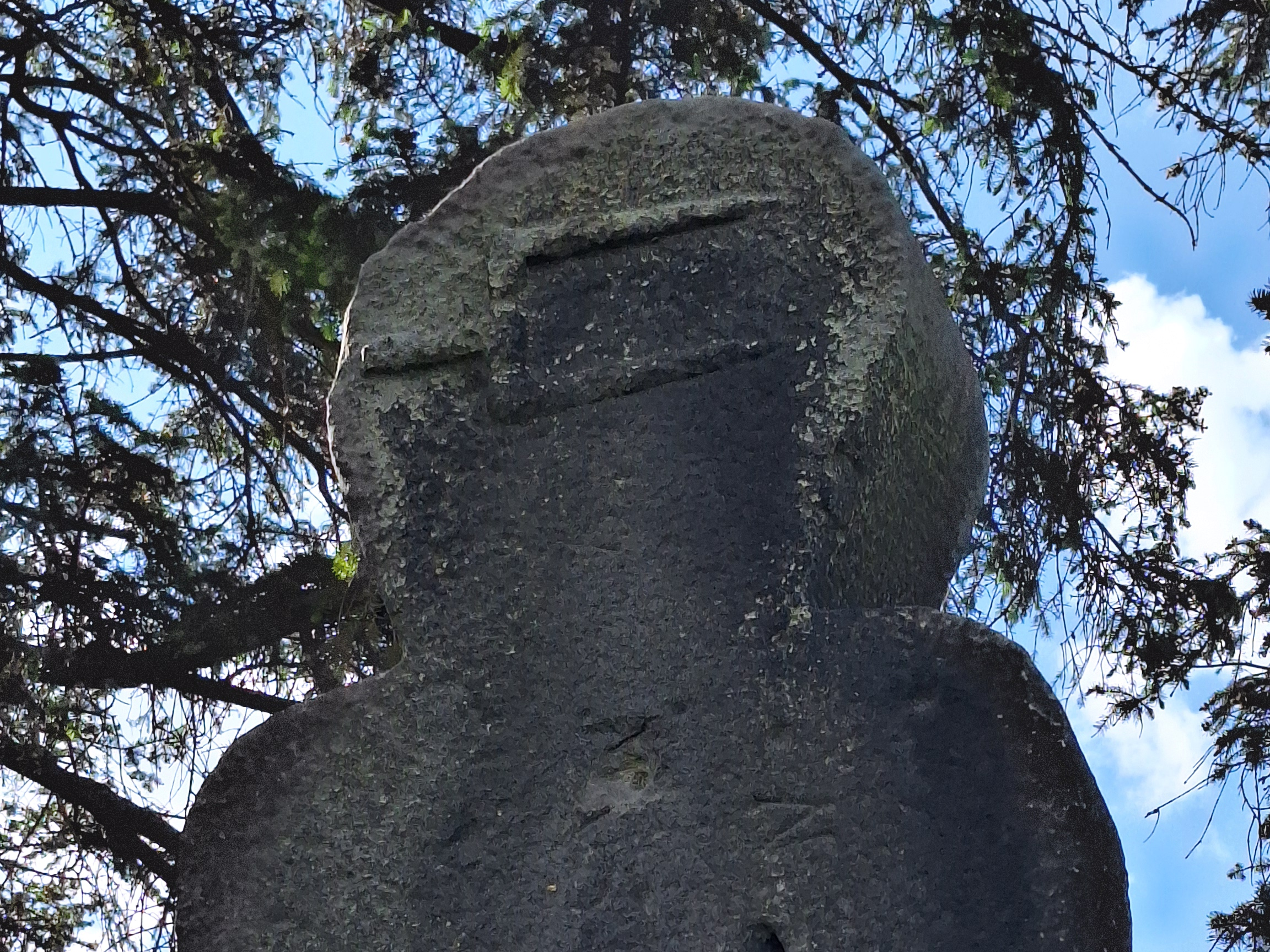
Die Schwarzburgische Gabel